# Шолой Убаши
Шолой Убаши (Убаши-хунтайджи; ок. 1567—1627) — первый алтан-хан хотогойтов и основатель государства Алтан-ханов.

## Биография
Представитель династии Чингизидов. Потомок великого хана Монголии Даян-хана и правнук его младшего сына Гэрсэндзэ, внук Ашихая и сын Тумэн-Дара-нойона.
О дате его рождения и молодых годах ничего неизвестно. Около 1587 года он получил от Лайхора, 2-го правителя государств Дзасакту-хана (1580—1637), земли хотогойтов (Северо-Западная Монголия) и район возле озера Хубсугул, приняв титул «алтан-хана» (золотого хана). В том же году в союзе с урянхайским нойоном Сайн-Маджиком Шолой Убаши попытался восстановить власть монголов над ойратами. Этим он начал длительную монголо-ойратскую войну. Впрочем, из-за несогласованности с союзником Шолой Убаши потерпел тяжелое поражение.
В результате 1590-е годы Убаши-хунтайджи посвятил борьбе против енисейских кыргызов, в земле которых совершил ряд удачных походов. Также пытался установить власть вдоль течения реки Иртыш. Кроме того, начал длительную войну против урянхайцев, которых считал предателями, борьба завершилась покорением урянхайцев до 1604 года. Тогда же отправляет первое посольство к тобольскому воеводе Русского государства. В ответ воевода томский Василий Волынский отправил казака Ивана Белоголова, но тот вынужден был ждать в Томске до возвращения Убаши-хунтайджи из похода против енисейских кыргызов, который успешно завершился в 1608 году.
Убаши-хунтайджи в 1608 году оккупировал центр бывшего ойратского владения в регионе Киргиз-Нор и Убса-Нор Был основан ставку (ургу) алтан-хана у озера Убса. В результате было создано достаточно прочное ханство. В 1609 году начал второй поход против ойратов, но снова потерпел поражение, поэтому вынужден был отступить из всех ойратских земель.
В 1610-х годах Шолой-хунтайджи восстанавливает дипломатические отношения с Русским государством, где на то время завершилось Смутное время. На это время приходится начало распространения ламаизма во владениях Убаши-хунтайджи, который сначала держал лам в качестве переводчиков и посланников. В то же время не мешал проповедовать буддистские каноны.
В 1614 году Шолой Убаши начал новую военную кампанию против ойратов, возглавив 80-тысячное войско. На этот раз она была довольно успешной. Того же года нанес поражение Байбагас-батуру, руководителю ойратских племен. В 1615 году Шолой Убаши одержал победу над ойратами во главе с Хара-Хулой. Благодаря этому восточные ойраты признать превосходство Убаши-хунтайджи, а остальные откочевали к Тобольску, пытаясь получить защиту в Русском государстве.
В 1616 году в своей ставке алтан-хан принял первое московское посольство во главе с атаманом Василием Тюменцем, который планировал в дальнейшем двинуться в Китай. В 1618 году принял новое посольство московитов во главе с казаком Иваном Петлиным, который также собирался добраться до Китая. На этот раз Убаши-хунтайджи помог выполнить задание. Одновременно с 1618 года начинаются трения с тобольским воеводой по возведению сначала Кузнецкого, а потом Тунгусского острогов на землях кузнецких и абинских татар, данников алтан-хана. В 1620-х годах отношения с Россией ухудшились из-за попытки покорить коренные народы между Енисеем и Иртышом (в их верховьях), которых Убаши-хунтайджи считал своими данниками.
В 1620 году Шолой Убаши подчинил ойратов у реки Черный Иртыш. В 1623 году возобновилась война с ойратами, которую возглавили Хара-Хула и Байбагас. Но Убаши-хунтайджи нанес решительное поражение 36-тысячной армии ойратов. В результате практически полностью были покорены эти племена, кроме горных областей Тарбагатая. Впрочем в 1627 году Хара-Хула вновь возглавил ойратское сопротивление. В этой войне Убаши-хунтайджи потерпел поражение и погиб. Его власть унаследовал сын Омбо-Эрдэни-хунтайджи.